# KEMPES
KEMPES este o formație formată în jurul lui Ovidiu Ioncu "Kempes", cunoscut pentru cariera sa în trupa Cargo. Ea și-a a confirmat valoarea pe piața muzicală românească prin numeroase concerte și prin participarea la multe festivaluri de gen.

## Membri
În formația KEMPES au activat de-a lungul timpului următorii muzicieni:
- Ovidiu Ioncu – solist vocal
- Alin Petruț - chitară
- Alin Moise - chitară
- Csaba Talpai - chitară bas
- Sebastian Macovei - percuție

Componența actuală fiind:
- Ovidiu Ioncu – solist vocal
- Alexandru Ardelean chitară, voce
- Dani Vlad - chitară bas, voce
- Ioan Zaharescu - percuție

## Discografie
Discografia formației KEMPES cuprinde un album numit Regăsire  lansat pe 27 februarie 2015. El a fost prezentat publicului prin intermediul Universal Music România în data de 28 martie 2015 cu ocazia unui concert special ce a avut loc în Berăria H din București.
Piesele de pe acest album transmit trăiri ale artistului Ovidiu Ioncu "Kempes" reîntors la cariera muzicală după 10 ani de pauză. Acest album de hard rock/heavy metal a fost foarte bine primit atât de către presa de specialitate cât și de către fani.
El a fost înregistrat cu următoarea componență: 
- Ovidiu Ioncu "Kempes"- voce
- Alin Petruț - chitară
- Alin Moise - chitară
- Csaba Talpai - chitară bas
- Sebastian Macovei - percuție

### Albume de studio
- Regăsire (CD, Universal Music Group, 2013)